# Oguchi Onyewu
Oguchialu Chijioke Goma Lambu "Oguchi" Onyewu, född 13 maj 1982 i Washington, D.C., är en fotbollsspelare från USA som för närvarande spelar som mittback för Charlton Athletic. Onyewu har nigerianskt påbrå.
Onyewu har tidigare varit på lån till engelska Newcastle. År 2005 då han spelade för Standard Liège, utsågs han till bästa utländska spelare i belgiska ligan. Året efter blev han framröstad till U.S. Soccer Athlete of the Year, mycket tack vare goda insatser i VM-slutspelet.
Den 7 juli 2009 skrev Onyewu på för den italienska klubben AC Milan, där han tilldelades nummer 5. Den 4 januari 2010 skrev han på ett lån för FC Twente säsongen ut.
Onyewus föräldrar härstammar från Nigeria, men han har också ett belgiskt medborgarskap.
Efter hans tid i Milan är han mest ihågkommen för sitt slagsmål med Zlatan Ibrahimović.